# 10227 Izanami
10227 Izanami (1997 VO6) là một tiểu hành tinh vành đai chính được phát hiện ngày 4 tháng 11 năm 1997 bởi T. Kagawa và T. Urata ở Gekko Observatory.